# Christian Altenburger
Pour les articles homonymes, voir Altenburger.
Christian Altenburger (né le 7 septembre 1957 à Heidelberg) est un violoniste autrichien.

## Vie et carrière
Christian Altenburger, fils du violoniste Alfred Altenburger, a étudié à l'Académie de musique et des arts du spectacle de Vienne alors qu'il était encore à l'école. Après avoir obtenu son diplôme, il a commencé à étudier à la Juilliard School de New York dans la classe de Dorothy DeLay sur la recommandation de Zubin Mehta. Il a fait ses débuts en tant que soliste au Wiener Musikverein en 1976. D'autres engagements en tant que soliste ont suivi dans des concerts avec des orchestres tels que l'Orchestre philharmonique de Vienne, l'Orchestre philharmonique de Berlin, l'Orchestre symphonique de Londres, l'Orchestre philharmonique de New York et l'Orchestre symphonique de Chicago dirigés par des chefs tels que Claudio Abbado, Bernard Haitink, James Levine, Zubin Mehta et Wolfgang Sawallisch. Altenburger participe régulièrement à des festivals internationaux de musique de chambre tels que Santa Fe (en),  Kuhmo (en) et Stavanger, et au Festival Pablo Casals à Prades. Il est en outre l'organisateur de divers événements de musique de chambre.
De 1990 à 2001, il a enseigné comme professeur de violon à la Hochschule für Musik, Theater und Medien Hannover. De 1999 à 2005, il a été directeur artistique du Musiktage Mondsee (de) avec son épouse d'alors l'actrice Julia Stemberger, dont il a eu une fille, Fanny Altenburger (en) . Le professeur Altenburger est actuellement marié à la violoniste britannique Lydia Altenburger (née Westcombe-Evans). Le couple s'est marié en 2010 et a eu 2 fils, Nicolas (né en 2011) et Séverin (en 2012).
En 2001, il a obtenu une chaire de professeur à l'Université de musique de Vienne. Depuis 2003, il est directeur artistique du festival de musique de chambre Schwäbischer Frühling, et depuis 2006 de la Loisiarte à Langenlois.

## Récompenses
- 2018 : Niederösterreichischer Kulturpreise (de) - Prix de reconnaissance dans la catégorie Musik[2],[3].